# Chloroclystis ida
Chloroclystis ida là một loài bướm đêm trong họ Geometridae.